# Tisonia crenata
Tisonia crenata är en videväxtart som beskrevs av Herman Otto Sleumer. Tisonia crenata ingår i släktet Tisonia och familjen videväxter. Inga underarter finns listade i Catalogue of Life.